# Aat
Aat ("la Gran") va ser una reina egípcia de la XII dinastia. Era una dona d'Amenemhet III, l'única d'aquest rei que l'egiptologia coneix amb certesa. Se la suposa mare del rei Sobekneferu.
| aA · t |

| aA · t |

Aat va ser enterrada a Dashur, sota la piràmide del seu marit, juntament amb una altra reina el nom de la qual s'ha perdut. La seva cambra funerària es troba sota el costat sud de la piràmide. La caixa amb els vasos canopis la van ficar en un nínxol a sobre de l'entrada.
Tot i que la tomba va ser saquejada a l'antiguitat, els arqueòlegs van trobar el seu sarcòfag, una porta falsa i una taula d'ofrenes juntament amb uns quants aixovars funeraris, com set bols d'alabastre en forma d'ànec, dos caps de maça, joies i un dels seus vasos canopis. Entre els objectes funeraris de l'altra reina enterrats a la cambra contigua hi havia bols d'obsidiana i alabastre, caps de maça de granit i alabastre i algunes joies, juntament amb les peces d'un petit santuari de pedra. Aat tenia uns 35 anys a la seva mort, l'altra reina en tenia uns 25. Es van trobar els seus ossos.
Els títols d'Aat eren:
- Princesa eterna (ỉrỉỉ.t-pˁt)
- Dona del Rei (ḥmt-nỉswt mrỉỉ.t=f)
- Unida a la Corona Blanca (ẖnm.t-nfr-ḥḏ.t)

Era una de les moltes esposes d'Amenemhat lll.